# Kemijska enačba
Kemijska enačba je zapis kemijske reakcije. Na levi strani enačbe so reaktanti - snovi, ki v kemijsko reakcijo vstopajo, na desni strani pa produkti - snovi, ki med reakcijo nastajajo. Reaktanti in produkti so zapisani s svojimi simboli (elementi) ali kemijskimi formulami (spojine). Za njimi so lahko v oklepajih podatki o njihovem agregatnem stanju (s, l, g, aq). Koeficienti pred simboli elementov in formulami spojin povedo, koliko atomov oziroma molekul posamezne snovi v reakcijo vstopa oziroma nastaja.
Leva in desna stran enačbe sta ločeni s puščico (→), ki simbolizira kemijsko spremembo in nakazuje smer, v katero reakcija teče. Povratne (reverzibilne) reakcije so označene z dvema nasprotnima puščicama. Nad puščico ali pod njo so, predvsem v oganski kemiji, neobvezni podatki o reakcijskih pogojih, na primer temperatura, pritisk, svetloba (hν), katalizator...
Prvo kemijsko enačbo je kot shemo napisal Jean Beguin leta 1615.

## Urejanje enačb
Urejanje kemijskih enačb temelji na dveh osnovnih kemijskih zakonih:
- zakonu o ohranitvi mase, ki pravi, da masa zaprtega sistema ostaja konstantna, ne glede na procese, ki potekajo znotraj sistema. To pomeni, da ostane količina vsakega posameznega elementa med kemijsko reakcijo nespremenjena, iz tega pa sledi, da je število atomov posameznih elementov na obeh straneh enačbe enako. Isti zakon velja tudi za ohranitev električnega naboja.

- zakonu o enostavnih in zakon o večkratnih razmerjih, ki pravita, da se elementi med seboj spajajo v celoštevilčnih razmerjih.

Kemijsko reakcijo moramo torej zapisati (urediti) tako, da zadostuje naštetim zakonom. To pomeni, da moramo določiti število molov posameznih snovi, ki sodeluje v kemijski reakciji. Enostavne kemijske enačbe lahko rešujemo s poskušanjem in odpravljanjem napak, za bolj zapletene pa uporabimo sistem linearnih enačb. Predpogoj za uspešno urejanje kemijske enačbe so pravilno zapisane kemijske formule reaktantov in produkto
Primer: gorenje natrija
Na + O2 → Na2O
Iz zapisa je razvidno, da sta na desni strani enačbe dva atoma Na, zato moramo število Na atomov na levi pomnožiti z 2:
2Na + O2 → Na2O
Naslednji korak je urejanje števila atomov O2. Ker sta na levi dva atoma kisika, na desni pa samo eden, moramo število molov Na2O pomnožiti z 2:
2Na + O2 → 2Na2O
s čimer smo število Na atomov povečali na 4 (2Na2 = 4Na). To pomeni, da moramo število Na na levi povečati na 4:
4Na + O2 → 2Na2O
Enačba je zdaj urejena, ker je število atomov Na in O2 na obeh straneh enačbe enako.
Primer: gorenje fosforja
P4 + O2 → 2P2O5
Enačba je samo delno urejena, ker je urejeno samo število atomov P, število atomov O2 pa ne. Na desni imamo 10 atomov O2, torej moramo O2 na levi pomnožiti s 5, tako da dobimo:
P4 + 5O2 → 2P2O5
Enačba je zdaj urejena, ker je število atomov P in O2 na obeh straneh enako.

## Ionske enačbe
Ionske enačbe so kemijske enačbe, v katerih so elektroliti zapisani kot disociirani ioni. Uporabljajo se predvsem za zapisovanje reakcij, ki potekajo v vodnih raztopinah.
Primer: obarjanje srebrovega klorida
CaCl2(aq) + 2AgNO3(aq) → Ca(NO3)2(aq) + 2AgCl(s)
Enačbo bi v popolnoma ionski obliki zapisali takole:
Ca2+ + 2Cl- + 2Ag+ + 2NO3- → Ca2+ + 2NO3- + 2AgCl(s)
Ione, katerih število je na obeh straneh enačbe enako (Ca2+ in NO3-), lahko izpustimo, ker v kemijski reakciji ne sodelujejo, tako da dobimo neto ionsko enačbo:
2Cl-(aq) + 2Ag+(aq) → 2AgCl(s)
ki jo lahko poenostavimo v
Cl-(aq) + Ag+(aq) → AgCl(s)
Nevtralizacijo bi v neto ionski obliki zapisali kot
H+ + OH- → H2O
V nekaterih kislinsko/bazičnih reakcijah pride do obarjanja produktov. Takšna je na primer reakcija med barijevim hidroksidom in fosforjevo kislino, v kateri nastane netopni barijev fosfat:
3Ba(OH)2(aq) + 2H3PO4(aq) → Ba3(PO4)2(s)+ 6H2O(l)
Zapis te reakcije v ionski obliki bi bil nesmiseln.
Primer dvojne substitucije so reakcije karbonatov s kislinami, ki jih v ionski obliki zapišemo z enačbo:
2H+ CO32- → H2O + CO2

## Redoks enačbe
Glavni članek: Redoks reakcija
Reševanje redoks enačb je malo bolj zapleteno, ker je treba poleg zakona o ohranitvi mase upoštevati tudi zakon o ohranitvi naboja. Redoks enačbe so lahko zapisane tudi kot ionske enačbe.